# Чемпіонат світу з хокею із шайбою 2022 (дивізіон II)
Чемпіонат світу з хокею із шайбою 2022 (дивізіон II) — чемпіонат світу з хокею із шайбою, який пройшов у двох групах. Група А зіграла в Хорватії 25 — 30 квітня, а Група В в Ісландії 18 — 23 квітня.
Попередні два роки турніри не проводили через пандемію COVID-19.
Китай виграв групу A і підвищився до дивізіону IB, а Ісландія групу B і підвищилася до групи A.
З метою збалансувати кількість збірних у групах ІІХФ ухвалила рішення після турніру не понижувати збірні Ізраїлю та Мексики, натомість Нідерланди та Грузія, що посіли другі місця, також отримали підвищення.

## Група А

### Учасники
| Збірна     | Результати 2019 року                |
| ---------- | ----------------------------------- |
| Нідерланди | 6-е місце Дивізіон I В.             |
| Хорватія   | Господарі, 2-е місце Дивізіон II А. |
| Австралія  | 3-є місце Дивізіон II А.            |
| Іспанія    | 4-е місце Дивізіон II А.            |
| Китай      | 5-е місце Дивізіон II А.            |
| Ізраїль    | 1-е місце Дивізіон II B.            |

### Підсумкова таблиця
| Поз | Команда        | М | В | ВО | ПО | П | ГЗ | ГП | Різ | О  | Підвищення або пониження |
| --- | -------------- | - | - | -- | -- | - | -- | -- | --- | -- | ------------------------ |
| 1   | Китай (P)      | 4 | 4 | 0  | 0  | 0 | 28 | 4  | +24 | 12 | Дивізіон I B 2023        |
| 2   | Нідерланди (P) | 4 | 3 | 0  | 0  | 1 | 19 | 10 | +9  | 9  | Дивізіон I B 2023        |
| 3   | Хорватія (H)   | 4 | 1 | 1  | 0  | 2 | 9  | 12 | −3  | 5  |                          |
| 4   | Іспанія        | 4 | 1 | 0  | 1  | 2 | 10 | 12 | −2  | 4  |                          |
| 5   | Ізраїль        | 4 | 0 | 0  | 0  | 4 | 4  | 32 | −28 | 0  |                          |
| 6   | Австралія      | 0 | 0 | 0  | 0  | 0 | 0  | 0  | 0   | 0  | Відмова                  |

1. ↑  Австралія відкликала свою команду 22 січня 2022 року через пандемію COVID-19.[7]

Результати
| Дата       | Команда    | Рахунок   | Команда    |
| ---------- | ---------- | --------- | ---------- |
| 25.04.2022 | Нідерланди | 5 : 3     | Іспанія    |
| 25.04.2022 | Ізраїль    | 1 : 5     | Хорватія   |
| 26.04.2022 | КНР        | 14 : 1    | Ізраїль    |
| 27.04.2022 | КНР        | 5 : 1     | Нідерланди |
| 27.04.2022 | Хорватія   | 1 : 0 (Б) | Іспанія    |
| 28.04.2022 | Ізраїль    | 0 : 7     | Нідерланди |
| 29.04.2022 | Іспанія    | 6 : 2     | Ізраїль    |
| 29.04.2022 | Хорватія   | 1 : 5     | Китай      |
| 30.04.2022 | Іспанія    | 1 : 4     | Китай      |
| 30.04.2022 | Нідерланди | 6 : 2     | Хорватія   |

### Нагороди
Найкращі гравці, обрані дирекцією ІІХФ.
- Найкращий воротар:  Вілім Росандич
- Найкращий захисник:  Йорді Веркель
- Найкращий нападник:  Спенсер Фу

## Група В

### Учасники
| Збірна        | Результати 2019 року                |
| ------------- | ----------------------------------- |
| Бельгія       | 6-е місце Дивізіон II А.            |
| Ісландія      | Господарі, 2-е місце Дивізіон II В. |
| Нова Зеландія | 3-є місце Дивізіон II В.            |
| Грузія        | 4-е місце Дивізіон II В.            |
| Мексика       | 5-е місце Дивізіон II В.            |
| Болгарія      | 1-е місце Дивізіон III.             |

### Підсумкова таблиця
| Поз | Команда         | М | В | ВО | ПО | П | ГЗ | ГП | Різ | О  | Підвищення або пониження |
| --- | --------------- | - | - | -- | -- | - | -- | -- | --- | -- | ------------------------ |
| 1   | Ісландія (H, P) | 4 | 4 | 0  | 0  | 0 | 25 | 7  | +18 | 12 | Дивізіон II A 2023       |
| 2   | Грузія (P)      | 4 | 3 | 0  | 0  | 1 | 21 | 11 | +10 | 9  | Дивізіон II A 2023       |
| 3   | Бельгія         | 4 | 2 | 0  | 0  | 2 | 22 | 8  | +14 | 6  |                          |
| 4   | Болгарія        | 4 | 1 | 0  | 0  | 3 | 11 | 33 | −22 | 3  |                          |
| 5   | Мексика         | 4 | 0 | 0  | 0  | 4 | 4  | 24 | −20 | 0  |                          |
| 6   | Нова Зеландія   | 0 | 0 | 0  | 0  | 0 | 0  | 0  | 0   | 0  | Відмова                  |

1. ↑  Нова Зеландія відкликала свою команду 2 лютого 2022 року через пандемію COVID-19.[9]

Результати
| Дата       | Команда  | Рахунок | Команда  |
| ---------- | -------- | ------- | -------- |
| 18.04.2022 | Болгарія | 2 : 10  | Ісландія |
| 18.04.2022 | Бельгія  | 3 : 4   | Грузія   |
| 19.04.2022 | Мексика  | 2 : 6   | Болгарія |
| 20.04.2022 | Ісландія | 5 : 2   | Грузія   |
| 20.04.2022 | Мексика  | 1 : 6   | Бельгія  |
| 21.04.2022 | Болгарія | 0 : 11  | Бельгія  |
| 22.04.2022 | Грузія   | 10 : 3  | Болгарія |
| 22.04.2022 | Ісландія | 7 : 1   | Мексика  |
| 23.04.2022 | Грузія   | 5 : 0   | Мексика  |
| 23.04.2022 | Бельгія  | 2 : 3   | Ісландія |

### Нагороди
Найкращі гравці, обрані дирекцією ІІХФ.
- Найкращий воротар:  Йоганн Рагнарссон
- Найкращий захисник:  Франк Невен
- Найкращий нападник:  Йоганн Лейфссон